# Уисконсин-Делс
Уисконсин-Делс (англ. Wisconsin Dells) — город, расположенный на юге центральной части штата Висконсин, США.
Город часто именуется как «Мировой центр водных развлечений» (англ. Waterpark Capital of the World), так как в районе Уисконсин-Делса находится большое количество как крытых, так и открытых аквапарков. В городе построен самый большой открытый аквапарк в США: Noah’s Ark (с англ. — «Ноев Ковчег»), крупнейший крытый аквапарк Америки Wilderness Territory.
Ежегодно город посещают порядка 5 млн отдыхающих.

## Фотографии

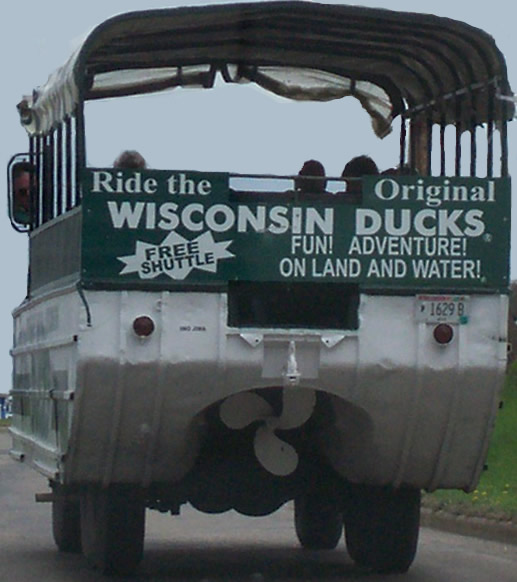
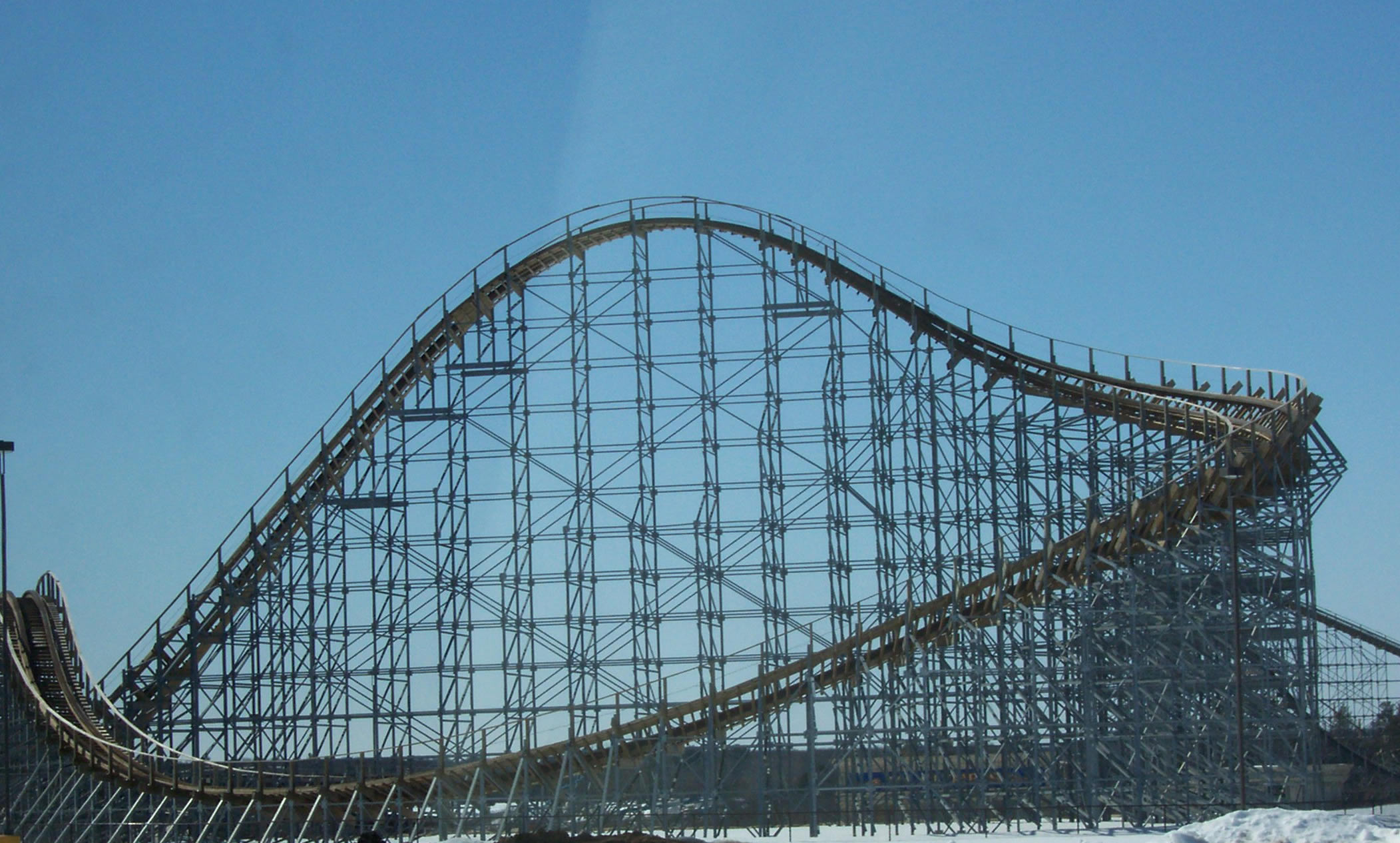
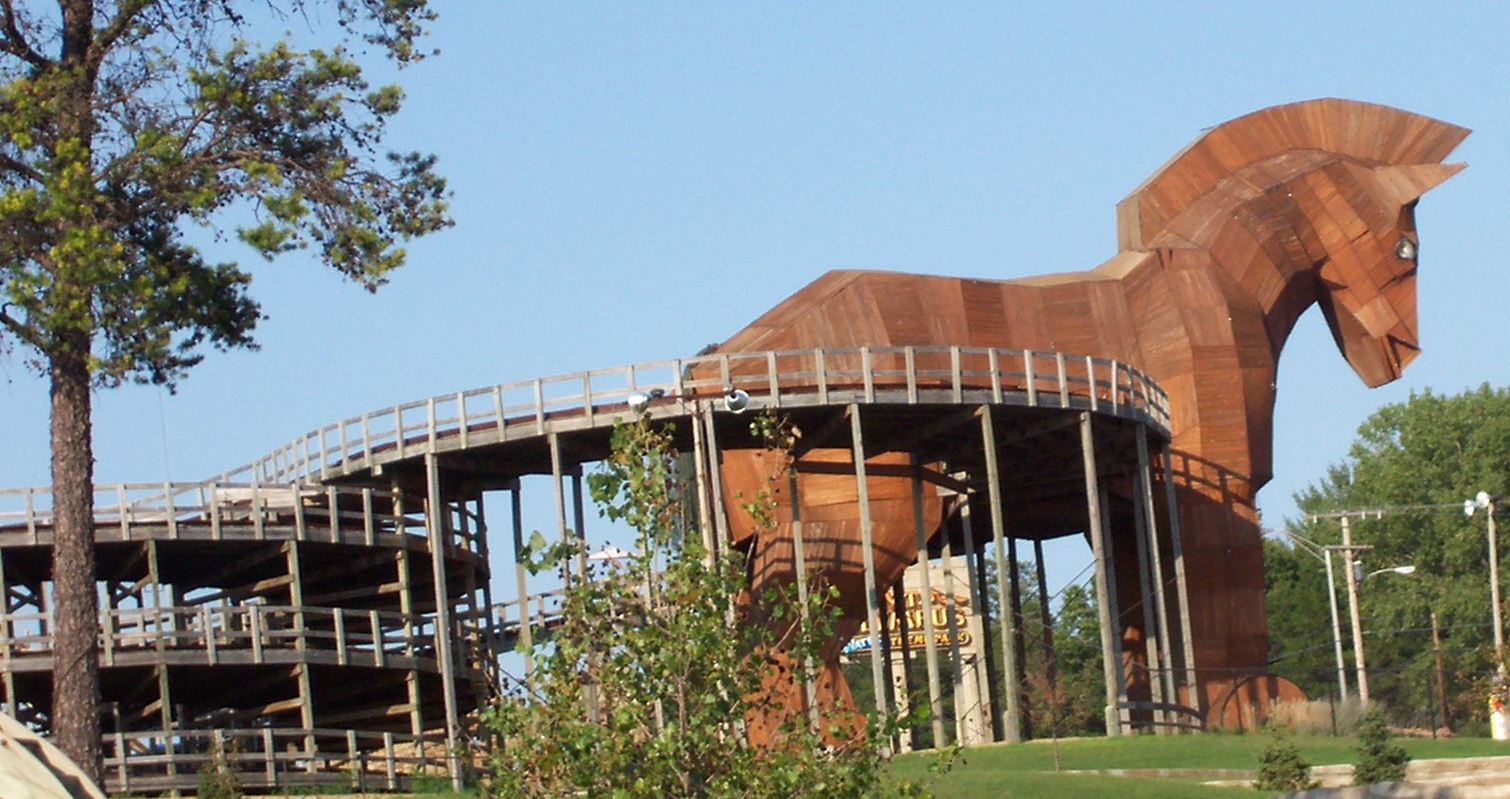
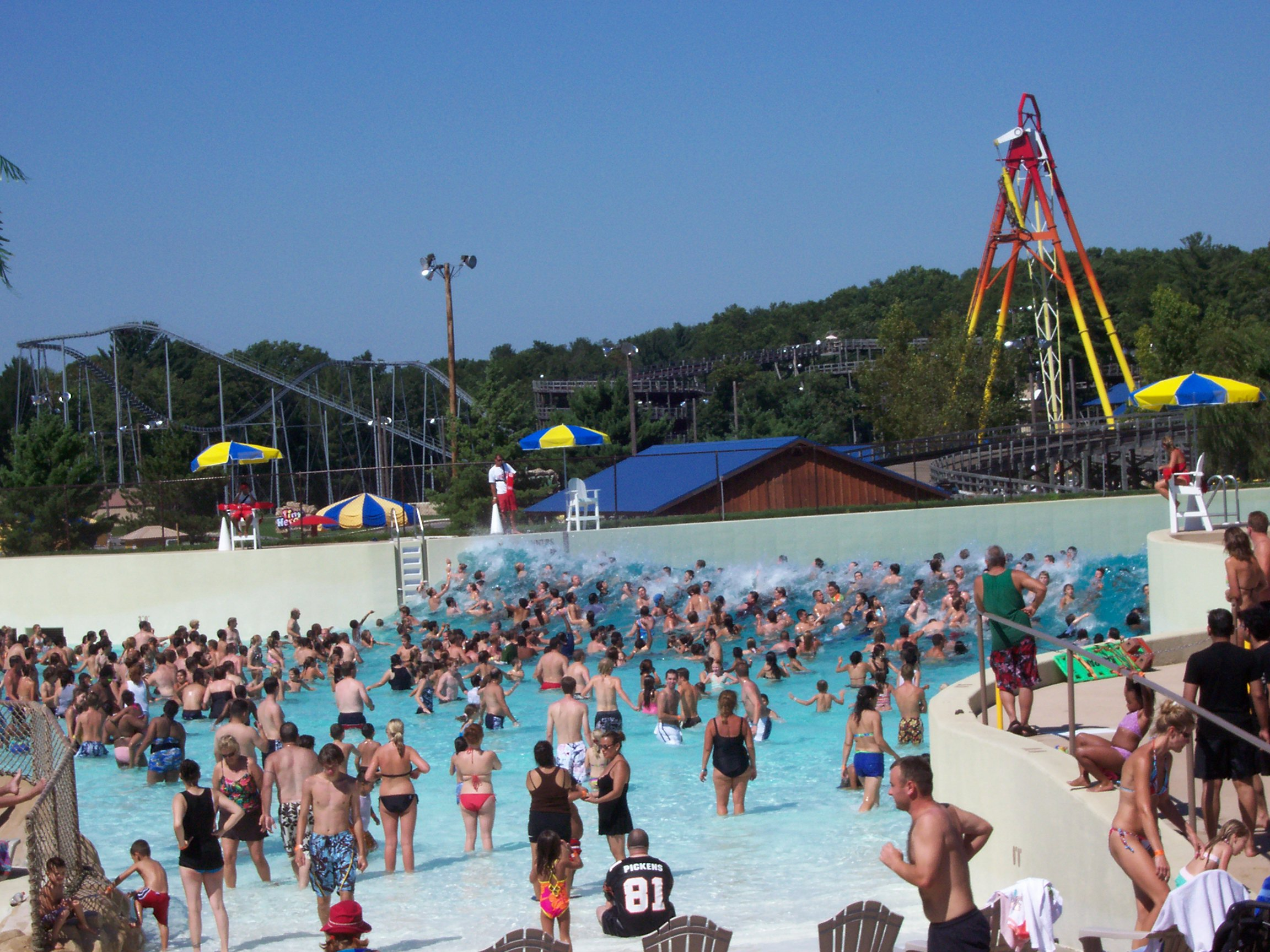